# Юматовский сельсовет
Юматовский сельсовет муниципальное образование в Уфимском районе Башкортостана.
Административный центр — Село санатория Юматово имени 15-летия БАССР.

## История
Согласно Закону о границах, статусе и административных центрах муниципальных образований в Республике Башкортостан имеет статус сельского поселения.

## Население
| 2002  | 2009  | 2010  | 2012  | 2013  | 2014  | 2015  |
| ----- | ----- | ----- | ----- | ----- | ----- | ----- |
| 3207  | ↗3394 | ↗3497 | ↗3555 | ↗3622 | ↗3660 | ↗3699 |
| 2016  | 2017  | 2018  |       |       |       |       |
| ↗3834 | ↘3798 | ↗3858 |       |       |       |       |

## Состав сельского поселения
| № | Населённый пункт                            | Тип населённого пункта       | Население |
| - | ------------------------------------------- | ---------------------------- | --------- |
| 1 | Село санатория Юматово имени 15-летия БАССР | село, административный центр | ↘532      |
| 2 | Юматово                                     | деревня                      | ↗1598     |
| 3 | Село станции Юматово                        | село                         | ↗688      |
| 4 | Село Юматовского Сельхозтехникума           | село                         | ↗355      |
| 5 | Уптино                                      | деревня                      | ↗324      |

## Достопримечательности
- Юматовский этнографический музей народов Республики Башкортостан — создан на основе частной коллекции семьи Зыряновых с целью сохранения достоверной истории культурных традиций, быта, прикладного творчества, этнографии народов разных национальностей Башкортостана[16][17][18].